# Perroy (Nièvre)
Perroy ist eine französische Gemeinde mit 148 Einwohnern (Stand 1. Januar 2022) im Département Nièvre in der Region Bourgogne-Franche-Comté. Sie gehört zum Arrondissement Cosne-Cours-sur-Loire und zum Kanton Pouilly-sur-Loire.

## Bevölkerungsentwicklung
| Jahr                       | 1962 | 1968 | 1975 | 1982 | 1990 | 1999 | 2009 | 2020 |
| Einwohner                  | 301  | 326  | 262  | 242  | 211  | 188  | 198  | 147  |
| Quellen: Cassini und INSEE |      |      |      |      |      |      |      |      |

## Sehenswürdigkeiten
- Schloss La Motte Jousserand (13. bis 15. Jahrhundert), seit 1986 als Monument historique klassifiziert
- Kirche Notre-Dame

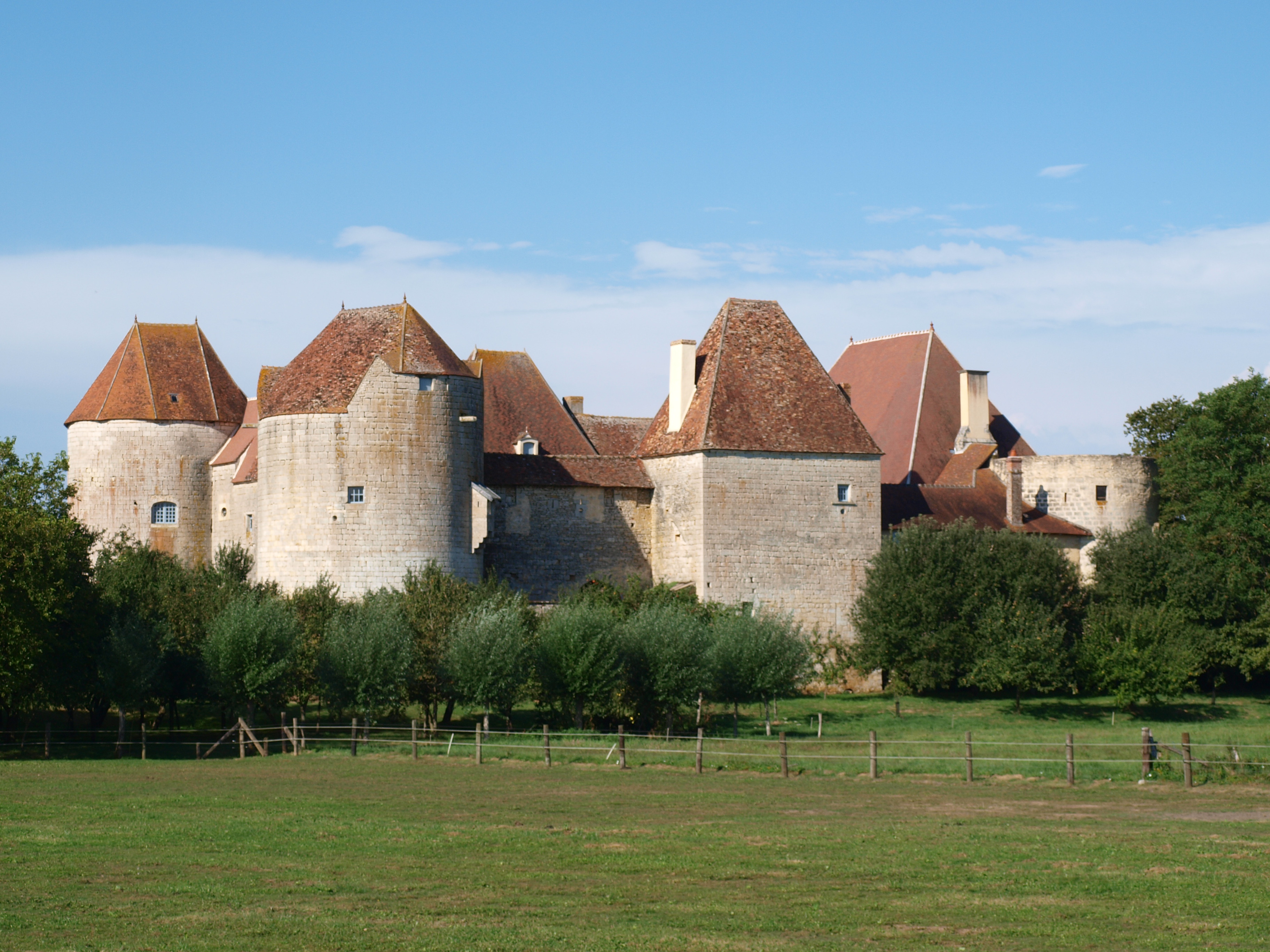
Schloss La Motte Jousserand
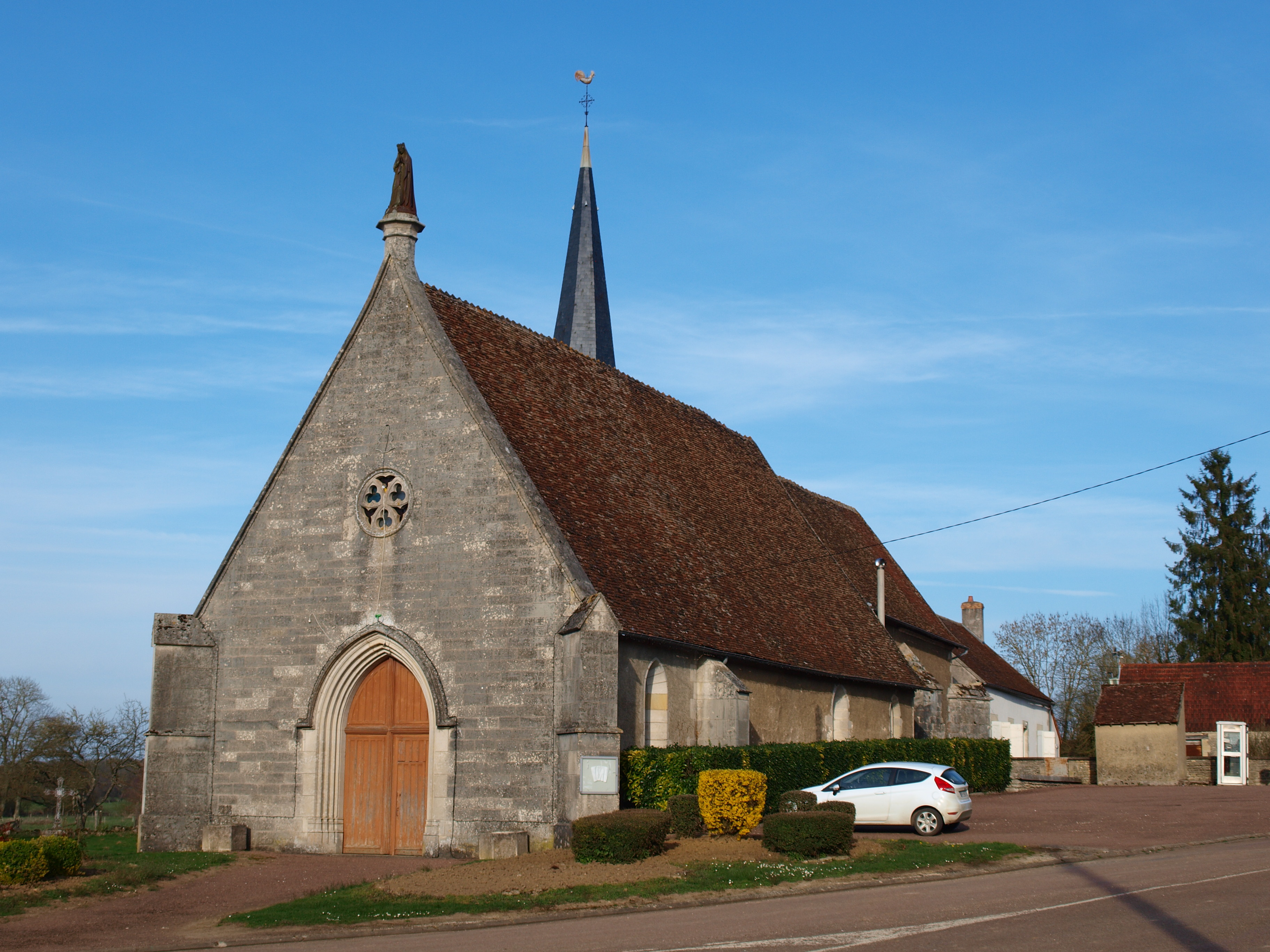
Kirche Notre-Dame

## Persönlichkeiten
- Pierre Victor Monmignaut (1819–1892), französischer Maler, gestorben auf Schloss La Motte Jousserand